# بوزا دي لا سال
بلدية بوزا دي لا سال (بالإسبانية: Poza de la Sal)‏, هي إحدى بلديات مقاطعة برغش, التي تقع في منطقة قشتالة وليون, والتي تقع في شمال غرب إسبانيا.
يبلغ عدد سكانها 388 نسمة وفقاً لإحصائية سنة (2002).